# Limnophyes
Limnophyes är ett släkte av tvåvingar som beskrevs av Eaton 1875. Limnophyes ingår i familjen fjädermyggor.

## Dottertaxa tillLimnophyes, i alfabetisk ordning[1][2]
- Limnophyes aagaardi
- Limnophyes acutus
- Limnophyes akangularius
- Limnophyes akannonus
- Limnophyes akanundecimus
- Limnophyes algerina
- Limnophyes alpicola
- Limnophyes anderseni
- Limnophyes angelicae
- Limnophyes asamanonus
- Limnophyes asquamatus
- Limnophyes atomarius
- Limnophyes bequarti
- Limnophyes bidumus
- Limnophyes bipunctatus
- Limnophyes biuncus
- Limnophyes biverticillatus
- Limnophyes borealis
- Limnophyes brachyarthra
- Limnophyes brachytomus
- Limnophyes brevicorpis
- Limnophyes brevis
- Limnophyes brevistilus
- Limnophyes brevistylus
- Limnophyes bubo
- Limnophyes bullus
- Limnophyes carolinensis
- Limnophyes collaris
- Limnophyes coloradensis
- Limnophyes constrictus
- Limnophyes cranstoni
- Limnophyes crescens
- Limnophyes curticornis
- Limnophyes curtistylus
- Limnophyes difficilis
- Limnophyes diplosis
- Limnophyes distinctigenitalis
- Limnophyes distylus
- Limnophyes doughmani
- Limnophyes dystrophilus
- Limnophyes edwardsi
- Limnophyes eltoni
- Limnophyes er
- Limnophyes falaenensis
- Limnophyes fernandezensis
- Limnophyes fischer
- Limnophyes fiscipygma
- Limnophyes flavus
- Limnophyes franzi
- Limnophyes fujidecimus
- Limnophyes fujionus
- Limnophyes fumosus
- Limnophyes fuscimarginalis
- Limnophyes gelasinus
- Limnophyes globifer
- Limnophyes griseatus
- Limnophyes groenlandiensis
- Limnophyes guatemalensis
- Limnophyes gurgicola
- Limnophyes habilis
- Limnophyes hamiltoni
- Limnophyes hastulatus
- Limnophyes hidakafegeus
- Limnophyes ikikeleus
- Limnophyes ikilemeus
- Limnophyes ikimeneus
- Limnophyes immucronatus
- Limnophyes inanispatina
- Limnophyes interruptus
- Limnophyes iriopequesus
- Limnophyes isigafegeus
- Limnophyes italicola
- Limnophyes italicus
- Limnophyes jemtlandicus
- Limnophyes jokaoctavus
- Limnophyes kaminovus
- Limnophyes kamiovatus
- Limnophyes laccobius
- Limnophyes lapponicus
- Limnophyes lindneri
- Limnophyes lobiscus
- Limnophyes madeirae
- Limnophyes magnus
- Limnophyes margaretae
- Limnophyes mariae
- Limnophyes mediocris
- Limnophyes mimutulus
- Limnophyes minimus
- Limnophyes montanus
- Limnophyes natalensis
- Limnophyes nigripes
- Limnophyes ninae
- Limnophyes okhotensis
- Limnophyes opimus
- Limnophyes orbicristatus
- Limnophyes palleocestus
- Limnophyes paludis
- Limnophyes pentaplastus
- Limnophyes pentatomus
- Limnophyes pilicistulus
- Limnophyes platystylus
- Limnophyes prolatus
- Limnophyes prolongatus
- Limnophyes pseudoprolongatus
- Limnophyes pseudopumilio
- Limnophyes pumilio
- Limnophyes puncticellus
- Limnophyes recisus
- Limnophyes roquehautensis
- Limnophyes saetheri
- Limnophyes scalpellatus
- Limnophyes schnelli
- Limnophyes seiryuijeus
- Limnophyes septentrionalis
- Limnophyes smolandicus
- Limnophyes sokolovae
- Limnophyes spinigus
- Limnophyes squamatus
- Limnophyes squamiger
- Limnophyes strobilifer
- Limnophyes subnudicollis
- Limnophyes sylvicola
- Limnophyes tamakireides
- Limnophyes tamakitanaides
- Limnophyes tamakiyoides
- Limnophyes timoni
- Limnophyes torulus
- Limnophyes trigonus
- Limnophyes tristylus
- Limnophyes truncorum
- Limnophyes uniformis
- Limnophyes vernalis
- Limnophyes verpus
- Limnophyes vestitus
- Limnophyes virgo
- Limnophyes vrangelensis
- Limnophyes yakyabeus
- Limnophyes yakybeceus
- Limnophyes yakycedeus
- Limnophyes yakydeeus
- Limnophyes yakyefeus